# 365 Zen
365 Zen (titolo originale 365 Zen: Daily Readings) è un libro a cura di Jean Smith che racchiuse tutte le frasi e le parole dei più grandi maestri nell'arte dello Zen.
In Italia è stato pubblicato dalla casa editrice Sonzogno nel marzo del 2000 tradotto da Tea Pecunia Bassani e Patrizia Spinato.
Il libro offre una breve introduzione di Jean Smith che tratta dell'evoluzione del Buddhismo e del significato di questa pratica orientale. La curatrice ha inoltre puntato a mantenere la grafia delle fonti originali, proposte alla fine di ogni massima sia in scrittura cinese che in quella giapponese.

## Edizioni
- Jean Smith, 365 Zen, traduzione di Tea Pecunia Bassani e Patrizia Spinato, Sonzogno, marzo 2000, ISBN 978-88-454-1870-9.